# مسجد جامع استهبان
مسجد جامع استهبان مربوط به دوره صفوی است و در استهبان، مرکز شهر واقع شده و این اثر در تاریخ ۲۳ خرداد ۱۳۵۶ با شمارهٔ ثبت ۱۴۴۱ به‌عنوان یکی از آثار ملی ایران به ثبت رسیده است.